# パワーフォワード
パワーフォワード（Power Forward; PF）は、バスケットボールのポジションの呼び名。ポジション名を番号では「4番」と呼ぶ。

## 概説
通常スモールフォワードの選手と比べて身長が高く、体格に優れた選手が務める。コート内ではゴール下での守備、得点を主な役割とし、リバウンドやゴール下での得点能力など、ボールをキープするパワフルなプレーが求められるほか、ロングシュートの技術や速攻に活かせる走力・瞬発力も求められる。
パワーフォワードはインサイドポジションだが、ゲームの状況を見て柔軟にインサイド、アウトサイドを行き来する。
オフェンス技術としてはアウトサイドの選手へスクリーンをかけたり、ピック・アンド・ロール、パスの受け渡しに出たり、時にミドルシュートを打ったりもする臨機応変さが必要なポジションである。
リバウンドに競り勝つ為にはボックスアウトなどの技術を身に付ける必要があり、ゴール下での勝負力だけでなく、外からのシュート力やパスをさばくセンスが必要とされる。
近年のNBAを見てみるとこのポジションにはリーグを代表する選手が多く、かつて「史上最高のパワー・フォワード」と謳われたショーン・ケンプ、カール・マローン、チャールズ・バークレー、7シーズン連続リバウンド王に輝いたデニス・ロドマン、シカゴ・ブルズの最初の3連覇（スリーピート）に貢献したホーレス・グラントなどがいる。
また、センターもこなすことができるティム・ダンカン、ジャーメイン・オニール（フォワードセンターとも呼ばれる）、外からのシュートを得意とするダーク・ノヴィツキーやラシード・ウォーレス、抜群の走力と器用さを併せ持つケビン・ガーネットやクリス・ボッシュなど、パワーフォーワードの選手像 は徐々に多様化している。一方で基本に忠実でゴール下で黙々と仕事をこなすカルロス・ブーザーのようなブルーカラータイプの選手も重宝される。